# ピクト語
ピクト語（ピクトご、Pictish）は、中世初期にスコットランドのピクト人によって話されていた言語。

## 概要
古代から中世にかけて消滅した言語で、その記録は限られており不足している。しかし、その地名や人名の証拠から、島嶼ケルト語に属するブリソン諸語と関係していたことが指摘される。いっぽうで非印欧語族の言語（先印欧語）であるとする説も少数の学者によって主張されている。ピクト人は5世紀頃からゲール語の影響を受け始め、11世紀頃までにピクト語はスコットランド・ゲール語に置き換えられた。

## 系統
8世紀のベーダのイングランド教会史では、ピクト語はブリトン語ともアイルランド語とも英語とも異なる言語とされている。ピクト語の系統は決定していないが、今までに提案された説として、以下のものがある。
- 島嶼ケルト語のPケルト語に属する言語であり、ブリトン語の一派である。21世紀初頭において、最も広く受け入れられている説である。
- 島嶼ケルト語のQケルト語に属する言語であり、ゲール語と同系統である。19世紀に一定の支持のあった説だが、現在は否定されている。
- 古英語と関連するゲルマン語である。18世紀に提案された説だが、否定されて久しい。
- 青銅器時代から残存する先印欧語である。20世紀半ばから後半にかけて支持を集めた説だが、現在はそれほど支持されていない。

ピクト語の影響を受けたと考えられているスコットランド・ゲール語は、アイルランド・ゲール語と異なってかなりの量のブリトン語系借用語を持っており、さらに構文にもブリトン語との類似点がある。
仮に先印欧語であれば、バスク語と同系統とする説もある。